# 山本 (宝塚市)
山本（やまもと）は兵庫県宝塚市の地名。山本台、山本西、山本中、山本南、山本東、山本丸橋、山本野里の7つの地名がある。山本台、山本西、山本中、山本南、山本野里は一丁目から三丁目、山本東は一丁目から五丁目、山本丸橋は一丁目から四丁目までがある。郵便番号は山本台 665-0885、山本西 665-0884、山本中 665-0883、山本南 665-0882、山本東 665-0881、山本丸橋 665-0815、山本野里 665-0814となっている。

## 概要
山本は全国三大植木産地の一つで、植木・花卉栽培が盛んになっている。その始まりは古く、約1000年前の平安時代から続いている。16世紀後半に坂上頼泰公（木接太夫）により接ぎ木手法が発明された。豊臣秀吉がこれを聞き大坂城で頼泰を引見し、技術のすばらしさに「木接太夫」の称号を与えた。坂上頼泰は400年以上が過ぎた2017年に宝塚市特別名誉市民に選ばれた。江戸時代には接ぎ木によって牡丹の生産につながり、また山林苗として、杉、桧などが栽培された。明治時代には蘭、バラなども栽培されるようになり、大正時代には庭園樹が広く造られた。昭和初期には、園芸の品種は海外から集められ、大抵の新しい品種は山本地区で試作され、商品化に成功、通信販売によって全国に売り出された。一方造園の需要も多くなり、各業種別の組合も生まれ、植木市、品評会も開かれ海外の輸出入も盛んとなり全盛期となった。戦争で山本の園芸は、壊滅状態になったが、その後、戦前以上の盛況となり、現在も続いている。

## 世帯数と人口
2022年（令和4年）7月31日現在の世帯数と人口は以下の通りである。
| 町丁     | 世帯数    | 人口     |
| -------- | --------- | -------- |
| 山本台   | 714世帯   | 1,804人  |
| 山本西   | 784世帯   | 2,011人  |
| 山本中   | 978世帯   | 2,520人  |
| 山本南   | 1,360世帯 | 3,615人  |
| 山本東   | 599世帯   | 1,419人  |
| 山本丸橋 | 1,527世帯 | 3,831人  |
| 山本野里 | 1,448世帯 | 3,539人  |
| 計       | 7,410世帯 | 18,739人 |

## 小・中学校の学区
市立小・中学校に通う場合、学区は以下の通りとなる。
| 番地                                                                                                 | 学校                       |
| 小学校                                                                                               | 小学校                     |
| --- | -------------------------- |
| 山本東1～3丁目、山本西1～3丁目、山本中1～3丁目                                                       | 宝塚市立長尾小学校         |
| 山本南1～3丁目、山本丸橋1・2丁目、3丁目(1～12・22～39番地、1番、2番1～26号・62～68号、4～6番)        | 宝塚市立長尾南小学校       |
| 山本野里1～3丁目、山本丸橋3丁目(13～21・40～87番地、2番27～50号、8・10・11・13・16・19・20番)、4丁目 | 宝塚市立丸橋小学校         |
| 山本台1～3丁目                                                                                       | 宝塚市立山手台小学校       |
| 中学校                                                                                               |                            |
| 山本東2・3丁目、山本西2・3丁目、山本中2・3丁目、山本南1～3丁目、山本丸橋1～4丁目、山本野里1・2丁目   | 宝塚市立長尾中学校         |
| 山本野里3丁目                                                                                        | 宝塚市立南ひばりガ丘中学校 |
| 山本東1丁目、山本西1丁目、山本中1丁目、山本台1～3丁目                                                | 宝塚市立山手台中学校       |

## 交通
鉄道
- 山本東の近くの平井に阪急宝塚線の山本駅がある。

道路
- 山本には国道176号が通っている。

## 施設
- あいあいパーク
- 宝塚市立東公民館
- 陽春園 - 園芸店
- 松尾神社